# Energía potencial convectiva disponible

Un diagrama oblicuo T que muestra una mañana que suena con un grande hidrolapso seguido por una sondeo por la tarde mostrando el enfriamiento (la curva roja que se mueve a la izquierda) que ocurrió en los niveles medios resultando en una atmósfera inestable cuando las parcelas de superficie se han vuelto ahora devenir negativamente flotante. La línea roja es temperatura, la línea verde es el punto de rocío, y la línea negra es la parcela de aire elevada.

En meteorología, la energía potencial convectiva disponible (generalmente abreviado CAPE), es la cantidad integrada del trabajo que la fuerza flotable de la corriente ascendente (positiva) realizaría en una masa dada de aire (llamada una parcela de aire) si  subiera verticalmente a través de la atmósfera entera. El CAPE positivo causará que la parcela de aire subirá, mientras el CAPE negativo causará que la parcela de aire baje. 
Distinto de cero. El CAPE es un indicador  de inestabilidad atmosférica en cualquier sondeo atmosférico dado, una condición necesaria para el desarrollo de cúmulos y cumulonimbos.

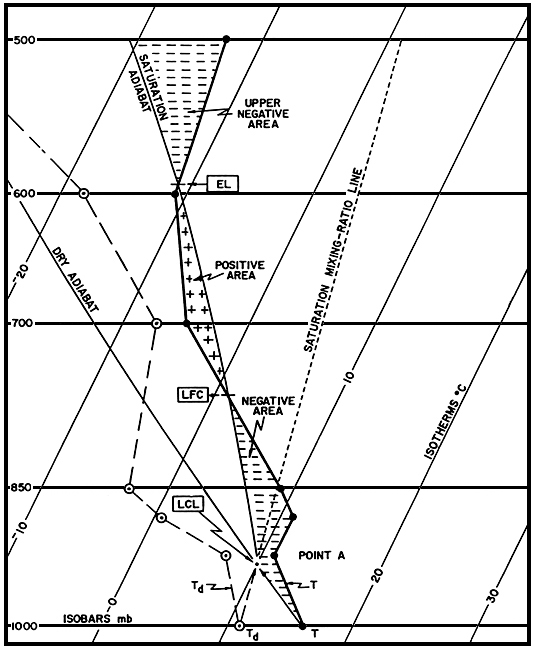
Un diagrama oblicuo T con importantes características marcadas

El CAPE existe dentro de la capa condicionalmente inestable de la troposfera, el nivel de convección libre (LFC), donde una parcela de aire ascendente es más caliente que el aire del ambiente. El CAPE está medido en julios por kilogramo de aire (J/kg). Cualquier valor más grande que 0 J/kg indica inestabilidad y una posibilidad creciente de tormentas y granizo. El CAPE genérico está calculado por integrar verticalmente la flotabilidad de una parcela desde el nivel de convección libre (LFC) hasta el nivel de equilibrio (EL):
| Símbolo                                 | Nombre                                                | Unidad |
| --------------------------------------- | ----------------------------------------------------- | ------ |
| {\displaystyle \mathrm {CAPE} }         | Energía potencial convectiva disponible               | J / kg |
| {\displaystyle z_{\mathrm {f} }}        | Altitud del nivel de convección libre                 | m      |
| {\displaystyle z_{\mathrm {n} }}        | Altura del nivel de equilibrio (flotabilidad neutral) | m      |
| {\displaystyle T_{\mathrm {v,parcel} }} | Temperatura virtual de la parcela                     | K      |
| {\displaystyle T_{\mathrm {v,env} }}    | Temperatura virtual del entorno                       | K      |
| {\displaystyle g}                       | Aceleración debida a gravedad                         | m / s2 |

Esta integral es el trabajo hecho por la fuerza flotable menos el trabajo hecho en contra de la gravedad, por ello es la energía sobrante  que puede convertirse en energía cinética. 
El CAPE para una región dada es más a menudo calculado de un sondeo meteorológico utilizando la temperatura del aire y  el dato del punto del rocío normalmente medido por un globo sonda.